# Сан-П'єтро-ді-Кадоре
Сан-П'єтро-ді-Кадоре (італ. San Pietro di Cadore, вен. San Piero de Cador) — муніципалітет в Італії, у регіоні Венето, провінція Беллуно.
Сан-П'єтро-ді-Кадоре розташований на відстані близько 520 км на північ від Рима, 130 км на північ від Венеції, 60 км на північний схід від Беллуно.
Населення — 1625 осіб (2014).

## Демографія
Населення за роками:

Станом на 1 січня 2023 року в муніципалітеті офіційно проживали 23 іноземці з 11 країн, серед них 6 громадян країн Євросоюзу та 8 громадян України.

## Сусідні муніципалітети
- Обертілліак
- Сан-Ніколо-ді-Комеліко
- Санто-Стефано-ді-Кадоре
- Унтертілліак